# Pegasus sinensis
Pegasus sinensis — вид іглицеподібних риб родини пегасових (Pegasidae). Описаний у 2022 році.

## Поширення
Вид поширений у Східно-Китайському морі. Описаний з 14 зразків, зібраних у навколишніх водах міста Сямень, провінція Фуцзянь, Китай.

## Філогенія
Філогенетичний аналіз виявив, що Pegasus sinensis і близькоспоріднений Pegasus volitans відокремилися від спільного предка приблизно 9,0 мільйонів років тому.